# 俄克拉荷馬州立大學理工學院
俄克拉荷馬州立大學理工學院（英語：Oklahoma State University Institute of Technology），位于俄克拉荷馬州奥克马尔吉（约40英里的土爾沙南部），属于美国俄克拉荷马州立大学系统，是一所公立、受国家補助的工程技术教育机构。本學院有37个学习项目，其中包括31个应用科学副学士学位课程，4个科学转学学位课程和3个技术学士学位课程。
俄克拉荷馬州立大學理工學院在俄克拉荷马州普赖尔溪的美国中部工业园区设有培训中心。

## 历史
在俄克拉荷马州建州之前，学校的所在地从1892年到1906年曾是一个马斯科吉族孤儿院。1943年，被美国陆军收购，作为格鲁伯营地，用来管辖的格兰南综合医院，最初用于美国军队，但后来被指定为治疗在北非和其他地方的战俘（主要是德国战俘，详见：德国战俘在美国）的设施。
第二次世界大战结束后，俄克拉荷马州的A＆M收购了该营地，并将其改建为一个分校，最初的重点是为男性和女性退伍军人提供职业培训 。
该學院历史上曾非正式地名為Okmulgee Tech，後多次更改其官方名称，最近一次是在2008年更改为俄勒冈州立大学技术学院，作为專精於应用技术的一所学校，與俄勒冈州立大学系统的其余部分作出區隔。

## 历任校领导
| 1946-1963    | L. Keith Covelle   | 主任（Director）  |
| 1963-1983    | Wayne W. Miller    | 主任（Director）  |
| 1983-2011    | Robert E. Klabenes | 校长（President） |
| 2011–present | Bill R. Path       | 校长（President） |

## 学校官方名称[7]
| 1946-1957    | Oklahoma A. and M. College School of Technical Training |
| 1957-1986    | Oklahoma State University School of Technical Training  |
| 1986-1990    | Oklahoma State University Technical Branch, Okmulgee    |
| 1990–2008    | Oklahoma State University, Okmulgee                     |
| 2008–present | Oklahoma State University Institute of Technology       |

## 其他
俄克拉荷馬州立大學理工學院接受行业协助，包括：
- 亚力克公司（英语：Aggreko）[9]
- 開拓重工[10]
- 福特汽車[11]
- 天然气加工协会（英语：Gas Processors Association）
- 通用汽車[12]
- 小松製作所[13]
- 菲利普斯66公司（英语：Phillips 66）[14]
- 勞力士[15]
- 豐田汽車[16]
- 西方设备经销商协会（英语：Western Equipment Dealers Association）[17]